# Kakesio
Kakesio ist ein Verwaltungsbezirk (Ward) des Distrikts Ngorongoro in der tansanischen Region Arusha.

## Geografie
Kakesio liegt im Norden von Tansania beinahe 200 Kilometer Luftlinie westlich von der Regionshauptstadt Arusha. Der Bezirk liegt auf einer Hochfläche von rund 1700 Meter Seehöhe. Diese steigt nach Süden hin leicht an, bis sie bei der Bezirksgrenze steil zum Eyasisee abfällt.
Kakesio grenzt im Norden an Enduleni, im Osten an Alaitolei, im Süden an Eyasi und im Westen an den Distrikt Meatu der Region Simiyu. Er ist 1052 Quadratkilometer groß und bei der Volkszählung 2022 lebten hier 8268 Menschen in 1928 Haushalten.

## Gliederung
Der Bezirk besteht aus zwei Gemeinden (Mtaa) mit sieben Orten (Kitongoji):
| Kakesio - Madukani - Ingutoti - Ngoitere - Ngairishi | Osinoni - Olgumi - Ngereyeni - Ngidokun |

## Wirtschaft und Infrastruktur
- Gesundheit: In der Gemeinde Osinoni gibt es ein öffentliches Gesundheitszentrum[7] und in Kakesio eine öffentliche Apotheke.[8]